# Razac-d’Eymet
Razac-d’Eymet – miejscowość i gmina we Francji, w regionie Nowa Akwitania, w departamencie Dordogne.
Według danych na rok 1990 gminę zamieszkiwało 266 osób, a gęstość zaludnienia wynosiła 22 osób/km² (wśród 2290 gmin Akwitanii Razac-d’Eymet plasuje się na 913. miejscu pod względem liczby ludności, natomiast pod względem powierzchni na miejscu 927.).